# LAZY GIRL/BYE BYE POPSICLE
「LAZY GIRL/BYE BYE POPSICLE」（レイジー・ガール/バイ・バイ・ポプシクル）は、1992年5月25日にポリスターから発売されたL⇔Rの1枚目のシングルである。

## 概要
- 1stアルバム『Lefty in the Right』からのリカットされた両A面シングル。

## 収録曲
1. LAZY GIRL
作詞・作曲:黒沢健一
  - 『アルペン‘92ゴルフ』CMソング。
2. BYE BYE POPSICLE 一度だけのNo.1[version]
作詞:黒沢健一・黒沢秀樹、作曲:黒沢健一・黒沢秀樹
  - FM802ヘヴィーローテーション曲

## 批評
- スピッツのベース田村明浩はL⇔Rに対して当時おしゃれで軟弱なイメージを持っていたが、MOTERWORKSとして一緒バンドを組むようになり「BYE BYE POPSICLE」を改めて聴いたところ改めて楽曲の良さに改めて気づいたと語っている。また、ボーカルの草野マサムネは「LAZY GIRL」を気に入っておりよく聴いている。[1]

## 収録アルバム
- L (#2)
- Lefty in the Right (#1,2)
- LOST RARITIES (#2、CRUSIN'MIX)
- Singles&More (#1,2)
- L + R (#1,2)
- TREASURE COLLECTION (#1,2)